# معادلات نافييه-ستوكس
في ميكانيك الموائع، معادلات نافييه-ستوكس هي معادلات غير خطية تصف حركة الموائع النيوتونية، حيث تحدد مثلا حركة الهواء، التيارات البحرية، تسرب المياه عبر الأنابيب. أخذت هذه المعادلات اسمها من فيزيائيين هما كلود نافييه وجورج جابرييل ستوكس من القرن 19.
تنتج هذه المعادلات من تطبيق قانون نيوتن الثاني على حركة الموائع، بافتراض أن إجهاد المائع هو مجموع انتشار اللزوجة (متناسبا مع تغير السرعة) بالإضافة إلى الضغط.
تعدّ معادلات نافييه-ستوكس من أهم المعادلات الفيزيائية حيث تصف عدد كبير من الظواهر ذات التطبيقات في العديد من المجالات البحثية والتطبيقية، وقد تستخدم في نمذجة الطقس، جريان السوائل في المجاري والأنابيب، جريان الغازات حول الأجسام الطائرة، حركة النجوم في المجرة.
تعدّ معادلات نافييه-ستوكس أيضاً هامة من الناحية الرياضية بسبب تطبيقاتها الواسعة، حيث إلى اليوم لم ينجح في برهنة وجود حل دائم لمعادلات نافييه-ستوكس في الفضاء الثلاثي الأبعاد، أو عدم وجود نهاية أو انقطاع في الحل إن كان غير موجود. حيث يطلق على هذه المجموعة من المسائل اسم مسائل نافييه-ستوكس الوجود والانسيابية وهي أحد مسائل القرن الواحد والعشرين التي طرحها معهد كلاي للرياضيات وعرض عليها جائزة مليون دولار أمريكي.
ومؤخراً، أعلن عالم رياضيات من جمهورية كازاخستان، العالم مختار باي أوتيلبايف أنه توصل لـ (حل قوي) لمعادلات نافييه ـ ستوكس، وقام بنشر الحل في مجلة (الرياضيات). وقد قال دكتور علوم الرياضيات والفيزياء باقيت بك كوشانوف إن «الاعتراف بالحل قد يتطلب نصف عام أو عاماً» موضحاً أن العلماء سيقومون قبل تأكيد صحته بدارسة الحل ومناقشته لافتاً إلى أن العلماء الكازاخستانيين بحثوا الحل واعتبروه صحيحاً. ليحصل على الاعتراف به كحل لمعادلات نافييه ـ ستوكس.

## الصيغة العامة لمائع مكون من نوع كيميائي واحد
لمعادلات نافييه-ستوكس عدة صيغ. نقدم هنا البعض منها.
لاحظ عزيزي القارئ أن الصيغ مرتبطة أيضا بالمفاهيم المستعملة.
وهكذا، توجد طرق عدة متكافئة للتعبير عن الصيغ التفاضلية.
الصيغة التفاضلية لهذة الصيغ كما يلي :
- معادلة الاتصال (أو معادلة ناتج الكتلة)

{\displaystyle {\frac {\partial \rho }{\partial t}}+{\overrightarrow {\nabla }}\cdot (\rho {\vec {v}})=0}
- معادلة ناتج كمية الحركة

{\displaystyle {\frac {\partial \left(\rho {\vec {v}}\right)}{\partial t}}+{\overrightarrow {\nabla }}\cdot \left(\rho {\vec {v}}\otimes {\vec {v}}\right)=-{\overrightarrow {\nabla }}p+{\overrightarrow {\nabla }}\cdot {\overrightarrow {\overrightarrow {\tau }}}+\rho {\vec {f}}}
- معادلة ناتج الطاقة

{\displaystyle {\frac {\partial \left(\rho e\right)}{\partial t}}+{\overrightarrow {\nabla }}\cdot \left[\;\left(\rho e+p\right){\vec {v}}\;\right]={\overrightarrow {\nabla }}\cdot \left({\overrightarrow {\overrightarrow {\tau }}}\cdot {\vec {v}}\right)+\rho {\vec {f}}\cdot {\vec {v}}-{\overrightarrow {\nabla }}\cdot {\vec {\dot {q}}}+r}
في هذه المعادلات :
- {\displaystyle t\,} تمثل الزمن (الوحدة SI: {\displaystyle s\,}) ;
- {\displaystyle \rho \,} تمثل الكتلة الحجمية للمائع (وحدة SI: {\displaystyle kg\cdot m^{-3}}) ;
- {\displaystyle {\vec {v}}=(\;v_{1},\;v_{2},\;v_{3}\;)} تشير لسرعة اوليرلان لجزيئ مائع (وحدة SI: {\displaystyle m\cdot s^{-1}}) ;
- {\displaystyle p\,} تشير ل الضغط (وحدة SI: {\displaystyle Pa\,}) ;